# Kvalifikace na Mistrovství světa ve fotbale 1998 (AFC)
Kvalifikace na Mistrovství světa ve fotbale 1998 zóny AFC určila 3 účastníky finálového turnaje a jednoho účastníka mezikontinentální baráže proti vítězi zóny OFC.
V první fázi bylo všech 36 týmů rozlosováno do 10 skupin po třech, resp. čtyřech celcích. Některé skupiny se hrály na centralizovaném místě a některé systémem každý s každým doma a venku. Vítězové skupin následně postoupili do druhé skupinové fáze, kde bylo 10 týmů rozlosováno do dvou skupin po pěti. První tým z obou skupin postoupil na MS. Celky na druhých místech sehrály baráž na neutrální půdě. Její vítěz se stal dalším postupujícím na MS a poraženého čekala mezikontinentální baráž proti vítězi zóny OFC.

## První fáze

### Skupina 1
| Poř. | Tým            | Z | V | R | P | VG | IG | +/- | B  |
| ---- | -------------- | - | - | - | - | -- | -- | --- | -- |
| 1    | Saúdská Arábie | 6 | 5 | 1 | 0 | 18 | 1  | 17  | 16 |
| 2    | Malajsie       | 6 | 3 | 2 | 1 | 5  | 3  | 2   | 11 |
| 3    | Tchaj-wan      | 6 | 1 | 1 | 4 | 4  | 13 | -9  | 4  |
| 4    | Bangladéš      | 6 | 1 | 0 | 5 | 4  | 14 | -10 | 3  |

| Datum                         | Domácí         | Výsledek | Hosté          |
| ----------------------------- | -------------- | -------- | -------------- |
| 16. března 1997, Kuala Lumpur | Tchaj-wan      | 0 – 2    | Saúdská Arábie |
| 16. března 1997, Kuala Lumpur | Malajsie       | 2 – 0    | Bangladéš      |
| 18. března 1997, Kuala Lumpur | Bangladéš      | 1 – 3    | Tchaj-wan      |
| 18. března 1997, Kuala Lumpur | Malajsie       | 0 – 0    | Saúdská Arábie |
| 20. března 1997, Kuala Lumpur | Bangladéš      | 1 – 4    | Saúdská Arábie |
| 20. března 1997, Kuala Lumpur | Malajsie       | 2 – 0    | Tchaj-wan      |
| 27. března 1997, Jeddah       | Tchaj-wan      | 0 – 0    | Malajsie       |
| 27. března 1997, Jeddah       | Saúdská Arábie | 3 – 0    | Bangladéš      |
| 29. března 1997, Jeddah       | Saúdská Arábie | 3 – 0    | Malajsie       |
| 29. března 1997, Jeddah       | Tchaj-wan      | 1 – 2    | Bangladéš      |
| 31. března 1997, Jeddah       | Bangladéš      | 0 – 1    | Malajsie       |
| 31. března 1997, Jeddah       | Saúdská Arábie | 6 – 0    | Tchaj-wan      |

Saúdská Arábie postoupila do druhé fáze.

### Skupina 2
| Poř. | Tým        | Z | V | R | P | VG | IG | +/- | B  |
| ---- | ---------- | - | - | - | - | -- | -- | --- | -- |
| 1    | Írán       | 6 | 5 | 1 | 0 | 39 | 3  | 36  | 16 |
| 2    | Kyrgyzstán | 5 | 3 | 0 | 2 | 12 | 11 | 1   | 9  |
| 3    | Sýrie      | 5 | 2 | 1 | 2 | 27 | 5  | 22  | 7  |
| 4    | Maledivy   | 6 | 0 | 0 | 6 | 0  | 59 | -59 | 0  |

| Datum                    | Domácí     | Výsledek | Hosté      |
| ------------------------ | ---------- | -------- | ---------- |
| 2. června 1997, Damašek  | Maledivy   | 0 – 17   | Írán       |
| 4. června 1997, Damašek  | Sýrie      | 12 – 0   | Maledivy   |
| 4. června 1997, Damašek  | Kyrgyzstán | 0 – 7    | Írán       |
| 6. června 1997, Damašek  | Sýrie      | 0 – 1    | Írán       |
| 6. června 1997, Damašek  | Kyrgyzstán | 3 – 0    | Maledivy   |
| 9. června 1997, Teherán  | Írán       | 3 – 1    | Kyrgyzstán |
| 9. června 1997, Teherán  | Maledivy   | 0 – 12   | Sýrie      |
| 11. června 1997, Teherán | Írán       | 9 – 0    | Maledivy   |
| 11. června 1997, Teherán | Kyrgyzstán | 2 – 1    | Sýrie      |
| 13. června 1997, Teherán | Írán       | 2 – 2    | Sýrie      |
| 13. června 1997, Teherán | Maledivy   | 0 – 6    | Kyrgyzstán |

Utkání Sýrie vs. Kyrgyzstán se nehrálo, protože již ani jeden z těchto týmů nemohl postoupit.
Írán postoupil do druhé fáze.

### Skupina 3
| Poř. | Tým       | Z | V | R | P | VG | IG | +/- | B  |
| ---- | --------- | - | - | - | - | -- | -- | --- | -- |
| 1    | SAE       | 4 | 3 | 1 | 0 | 7  | 1  | 6   | 10 |
| 2    | Jordánsko | 4 | 1 | 1 | 2 | 4  | 4  | 0   | 4  |
| 3    | Bahrajn   | 4 | 1 | 0 | 3 | 3  | 9  | -6  | 3  |

| Datum                   | Domácí    | Výsledek | Hosté     |
| ----------------------- | --------- | -------- | --------- |
| 8. dubna 1997, Manama   | Jordánsko | 0 – 0    | SAE       |
| 11. dubna 1997, Manama  | Bahrajn   | 1 – 2    | SAE       |
| 14. dubna 1997, Manama  | Bahrajn   | 1 – 0    | Jordánsko |
| 19. dubna 1997, Sharjah | Jordánsko | 4 – 1    | Bahrajn   |
| 22. dubna 1997, Sharjah | SAE       | 3 – 0    | Bahrajn   |
| 26. dubna 1997, Sharjah | SAE       | 2 – 0    | Jordánsko |

Spojené arabské emiráty postoupily do druhé fáze.

### Skupina 4
| Poř. | Tým      | Z | V | R | P | VG | IG | +/- | B  |
| ---- | -------- | - | - | - | - | -- | -- | --- | -- |
| 1    | Japonsko | 6 | 5 | 1 | 0 | 31 | 1  | 30  | 16 |
| 2    | Omán     | 6 | 4 | 1 | 1 | 14 | 2  | 12  | 13 |
| 3    | Macao    | 6 | 1 | 1 | 4 | 3  | 28 | -25 | 4  |
| 4    | Nepál    | 6 | 0 | 1 | 5 | 2  | 19 | -17 | 1  |

| Datum                   | Domácí   | Výsledek | Hosté    |
| ----------------------- | -------- | -------- | -------- |
| 23. března 1997, Maskat | Nepál    | 1 – 1    | Macao    |
| 23. března 1997, Maskat | Omán     | 0 – 1    | Japonsko |
| 25. března 1997, Maskat | Macao    | 1 – 10   | Japonsko |
| 25. března 1997, Maskat | Omán     | 1 – 0    | Nepál    |
| 27. března 1997, Maskat | Nepál    | 0 – 6    | Japonsko |
| 27. března 1997, Maskat | Omán     | 4 – 0    | Macao    |
| 22. června 1997, Tokio  | Japonsko | 10 – 0   | Macao    |
| 22. června 1997, Tokio  | Nepál    | 0 – 6    | Omán     |
| 25. června 1997, Tokio  | Japonsko | 3 – 0    | Nepál    |
| 25. června 1997, Tokio  | Macao    | 0 – 0    | Omán     |
| 28. června 1997, Tokio  | Japonsko | 1 – 1    | Omán     |
| 28. června 1997, Tokio  | Macao    | 2 – 1    | Nepál    |

Japonsko postoupilo do druhé fáze.

### Skupina 5
| Poř. | Tým        | Z | V | R | P | VG | IG | +/- | B  |
| ---- | ---------- | - | - | - | - | -- | -- | --- | -- |
| 1    | Uzbekistán | 6 | 5 | 1 | 0 | 20 | 3  | 17  | 16 |
| 2    | Jemen      | 6 | 2 | 2 | 2 | 10 | 7  | 3   | 8  |
| 3    | Indonésie  | 6 | 1 | 4 | 1 | 11 | 6  | 5   | 7  |
| 4    | Kambodža   | 6 | 0 | 1 | 5 | 2  | 27 | -25 | 1  |

| Datum                       | Domácí     | Výsledek | Hosté      |
| --------------------------- | ---------- | -------- | ---------- |
| 6. dubna 1997, Jakarta      | Indonésie  | 8 – 0    | Kambodža   |
| 13. dubna 1997, Manado      | Indonésie  | 0 – 0    | Jemen      |
| 20. dubna 1997, Phnom Penh  | Kambodža   | 0 – 1    | Jemen      |
| 27. dubna 1997, Phnom Penh  | Kambodža   | 1 – 1    | Indonésie  |
| 9. května 1997, Saná        | Jemen      | 0 – 1    | Uzbekistán |
| 16. května 1997, Saná       | Jemen      | 7 – 0    | Kambodža   |
| 25. května 1997, Taškent    | Uzbekistán | 6 – 0    | Kambodža   |
| 1. června 1997, Surabaya    | Indonésie  | 1 – 1    | Uzbekistán |
| 13. června 1997, Saná       | Jemen      | 1 – 1    | Indonésie  |
| 20. června 1997, Taškent    | Uzbekistán | 3 – 0    | Indonésie  |
| 29. června 1997, Phnom Penh | Kambodža   | 1 – 4    | Uzbekistán |
| 24. srpna 1997, Taškent     | Uzbekistán | 5 – 1    | Jemen      |

Uzbekistán postoupil do druhé fáze.

### Skupina 6
| Poř. | Tým         | Z | V | R | P | VG | IG | +/- | B  |
| ---- | ----------- | - | - | - | - | -- | -- | --- | -- |
| 1    | Jižní Korea | 4 | 3 | 1 | 0 | 9  | 1  | 8   | 10 |
| 2    | Thajsko     | 4 | 1 | 1 | 2 | 5  | 6  | -1  | 4  |
| 3    | Hongkong    | 4 | 1 | 0 | 3 | 3  | 10 | -7  | 3  |

| Datum                     | Domácí      | Výsledek | Hosté       |
| ------------------------- | ----------- | -------- | ----------- |
| 23. února 1997, Hongkong  | Hongkong    | 0 – 2    | Jižní Korea |
| 2. března 1997, Bangkok   | Thajsko     | 1 – 3    | Jižní Korea |
| 9. března 1997, Bangkok   | Thajsko     | 2 – 0    | Hongkong    |
| 30. března 1997, Hongkong | Hongkong    | 3 – 2    | Thajsko     |
| 28. května 1997, Daejeon  | Jižní Korea | 4 – 0    | Hongkong    |
| 1. června 1997, Soul      | Jižní Korea | 0 – 0    | Thajsko     |

Jižní Korea postoupila do druhé fáze.

### Skupina 7
| Poř. | Tým      | Z | V | R | P | VG | IG | +/- | B  |
| ---- | -------- | - | - | - | - | -- | -- | --- | -- |
| 1    | Kuvajt   | 4 | 4 | 0 | 0 | 10 | 1  | 9   | 12 |
| 2    | Libanon  | 4 | 1 | 1 | 2 | 4  | 7  | -3  | 4  |
| 3    | Singapur | 4 | 0 | 1 | 3 | 2  | 8  | -6  | 1  |

| Datum                     | Domácí   | Výsledek | Hosté    |
| ------------------------- | -------- | -------- | -------- |
| 13. dubna 1997, Bejrút    | Libanon  | 1 – 1    | Singapur |
| 26. dubna 1997, Singapur  | Singapur | 0 – 1    | Kuvajt   |
| 8. května 1997, Kuvajt    | Kuvajt   | 2 – 0    | Libanon  |
| 24. května 1997, Singapur | Singapur | 1 – 2    | Libanon  |
| 5. června 1997, Kuvajt    | Kuvajt   | 4 – 0    | Singapur |
| 22. června 1997, Bejrút   | Libanon  | 1 – 3    | Kuvajt   |

Kuvajt postoupil do druhé fáze.

### Skupina 8
| Poř. | Tým          | Z | V | R | P | VG | IG | +/- | B  |
| ---- | ------------ | - | - | - | - | -- | -- | --- | -- |
| 1    | Čína         | 6 | 5 | 1 | 0 | 13 | 2  | 11  | 16 |
| 2    | Tádžikistán  | 6 | 4 | 1 | 1 | 15 | 2  | 13  | 13 |
| 3    | Turkmenistán | 6 | 2 | 0 | 4 | 8  | 13 | -5  | 6  |
| 4    | Vietnam      | 6 | 0 | 0 | 6 | 2  | 21 | -19 | 0  |

| Datum                               | Domácí       | Výsledek | Hosté        |
| ----------------------------------- | ------------ | -------- | ------------ |
| 4. května 1997, Ašchabad            | Turkmenistán | 1 – 4    | Čína         |
| 4. května 1997, Dušanbe             | Tádžikistán  | 4 – 0    | Vietnam      |
| 11. května 1997, Ašchabad           | Turkmenistán | 2 – 1    | Vietnam      |
| 11. května 1997, Dušanbe            | Tádžikistán  | 0 – 1    | Čína         |
| 25. května 1997, Ho Či Minovo Město | Vietnam      | 1 – 3    | Čína         |
| 25. května 1997, Ašchabad           | Turkmenistán | 1 – 2    | Tádžikistán  |
| 1. června 1997, Peking              | Čína         | 1 – 0    | Turkmenistán |
| 1. června 1997, Ho Či Minovo Město  | Vietnam      | 0 – 4    | Tádžikistán  |
| 8. června 1997, Peking              | Čína         | 0 – 0    | Tádžikistán  |
| 8. června 1997, Ho Či Minovo Město  | Vietnam      | 0 – 4    | Turkmenistán |
| 22. června 1997, Peking             | Čína         | 4 – 0    | Vietnam      |
| 22. června 1997, Dušanbe            | Tádžikistán  | 4 – 0    | Turkmenistán |

China PR postoupila do druhé fáze.

### Skupina 9
| Poř. | Tým        | Z | V | R | P | VG | IG | +/- | B  |
| ---- | ---------- | - | - | - | - | -- | -- | --- | -- |
| 1    | Kazachstán | 4 | 4 | 0 | 0 | 15 | 2  | 13  | 12 |
| 2    | Irák       | 4 | 2 | 0 | 2 | 14 | 8  | 6   | 6  |
| 3    | Pákistán   | 4 | 0 | 0 | 4 | 3  | 22 | -19 | 0  |

| Datum                   | Domácí     | Výsledek | Hosté      |
| ----------------------- | ---------- | -------- | ---------- |
| 11. května 1997, Almaty | Kazachstán | 3 – 0    | Pákistán   |
| 23. května 1997, Láhaur | Pákistán   | 2 – 6    | Irák       |
| 6. června 1997, Bagdád  | Irák       | 1 – 2    | Kazachstán |
| 11. června 1997, Láhaur | Pákistán   | 0 – 7    | Kazachstán |
| 20. června 1997, Bagdád | Irák       | 6 – 1    | Pákistán   |
| 29. června 1997, Almaty | Kazachstán | 3 – 1    | Irák       |

Kazachstán postoupil do druhé fáze.

### Skupina 10
| Poř. | Tým       | Z | V | R | P | VG | IG | +/- | B |
| ---- | --------- | - | - | - | - | -- | -- | --- | - |
| 1    | Katar     | 3 | 3 | 0 | 0 | 14 | 0  | 14  | 9 |
| 2    | Srí Lanka | 3 | 1 | 1 | 1 | 4  | 4  | 0   | 4 |
| 3    | Indie     | 3 | 1 | 1 | 1 | 3  | 7  | -4  | 4 |
| 4    | Filipíny  | 3 | 0 | 0 | 3 | 0  | 10 | -10 | 0 |

| Datum                | Domácí    | Výsledek | Hosté     |
| -------------------- | --------- | -------- | --------- |
| 20. září 1996, Dauhá | Katar     | 3 – 0    | Srí Lanka |
| 21. září 1996, Dauhá | Indie     | 2 – 0    | Filipíny  |
| 23. září 1996, Dauhá | Katar     | 5 – 0    | Filipíny  |
| 24. září 1996, Dauhá | Srí Lanka | 1 – 1    | Indie     |
| 26. září 1996, Dauhá | Filipíny  | 0 – 3    | Srí Lanka |
| 27. září 1996, Dauhá | Katar     | 6 – 0    | Indie     |

Katar postoupil do druhé fáze.

## Druhá fáze

### Skupina A
| Poř. | Tým            | Z | V | R | P | VG | IG | +/- | B  |
| ---- | -------------- | - | - | - | - | -- | -- | --- | -- |
| 1    | Saúdská Arábie | 8 | 4 | 2 | 2 | 8  | 6  | 2   | 14 |
| 2    | Írán           | 8 | 3 | 3 | 2 | 13 | 8  | 5   | 12 |
| 3    | Čína           | 8 | 3 | 2 | 3 | 11 | 14 | -3  | 11 |
| 4    | Katar          | 8 | 3 | 1 | 4 | 7  | 10 | -3  | 10 |
| 5    | Kuvajt         | 8 | 2 | 2 | 4 | 7  | 8  | -1  | 8  |

| Datum                      | Domácí         | Výsledek | Hosté          |
| -------------------------- | -------------- | -------- | -------------- |
| 13. září 1997, Dalian      | Čína           | 2 – 4    | Írán           |
| 14. září 1997, Rijád       | Saúdská Arábie | 2 – 1    | Kuvajt         |
| 19. září 1997, Teherán     | Írán           | 1 – 1    | Saúdská Arábie |
| 19. září 1997, Dauhá       | Katar          | 0 – 2    | Kuvajt         |
| 26. září 1997, Dauhá       | Katar          | 1 – 1    | Čína           |
| 26. září 1997, Kuvajt      | Kuvajt         | 1 – 1    | Írán           |
| 3. října 1997, Dalian      | Čína           | 1 – 0    | Saúdská Arábie |
| 3. října 1997, Teherán     | Írán           | 3 – 0    | Katar          |
| 10. října 1997, Kuvajt     | Kuvajt         | 1 – 2    | Čína           |
| 11. října 1997, Rijád      | Saúdská Arábie | 1 – 0    | Katar          |
| 17. října 1997, Kuvajt     | Kuvajt         | 2 – 1    | Saúdská Arábie |
| 17. října 1997, Teherán    | Írán           | 4 – 1    | Čína           |
| 24. října 1997, Rijád      | Saúdská Arábie | 1 – 0    | Írán           |
| 24. října 1997, Kuvajt     | Kuvajt         | 0 – 1    | Katar          |
| 31. října 1997, Dalian     | Čína           | 2 – 3    | Katar          |
| 31. října 1997, Teherán    | Írán           | 0 – 0    | Kuvajt         |
| 6. listopadu 1997, Rijád   | Saúdská Arábie | 1 – 1    | Čína           |
| 7. listopadu 1997, Dauhá   | Katar          | 2 – 0    | Írán           |
| 12. listopadu 1997, Dalian | Čína           | 1 – 0    | Kuvajt         |
| 12. listopadu 1997, Dauhá  | Katar          | 0 – 1    | Saúdská Arábie |

Saúdská Arábie postoupila na Mistrovství světa ve fotbale 1998. Írán postoupil do baráže o 3. místo.

### Skupina B
| Poř. | Tým         | Z | V | R | P | VG | IG | +/- | B  |
| ---- | ----------- | - | - | - | - | -- | -- | --- | -- |
| 1    | Jižní Korea | 8 | 6 | 1 | 1 | 19 | 7  | 12  | 19 |
| 2    | Japonsko    | 8 | 3 | 4 | 1 | 17 | 9  | 8   | 13 |
| 3    | SAE         | 8 | 2 | 3 | 3 | 9  | 12 | -3  | 9  |
| 4    | Uzbekistán  | 8 | 1 | 3 | 4 | 13 | 18 | -5  | 6  |
| 5    | Kazachstán  | 8 | 1 | 3 | 4 | 7  | 19 | -12 | 6  |

| Datum                        | Domácí      | Výsledek | Hosté       |
| ---------------------------- | ----------- | -------- | ----------- |
| 6. září 1997, Soul           | Jižní Korea | 3 – 0    | Kazachstán  |
| 7. září 1997, Tokio          | Japonsko    | 6 – 3    | Uzbekistán  |
| 12. září 1997, Abu Dhabi     | SAE         | 4 – 0    | Kazachstán  |
| 12. září 1997, Soul          | Jižní Korea | 2 – 1    | Uzbekistán  |
| 19. září 1997, Abu Dhabi     | SAE         | 0 – 0    | Japonsko    |
| 20. září 1997, Almaty        | Kazachstán  | 1 – 1    | Uzbekistán  |
| 27. září 1997, Taškent       | Uzbekistán  | 2 – 3    | SAE         |
| 28. září 1997, Tokio         | Japonsko    | 1 – 2    | Jižní Korea |
| 4. října 1997, Almaty        | Kazachstán  | 1 – 1    | Japonsko    |
| 4. října 1997, Soul          | Jižní Korea | 3 – 0    | SAE         |
| 11. října 1997, Almaty       | Kazachstán  | 1 – 1    | Jižní Korea |
| 11. října 1997, Taškent      | Uzbekistán  | 1 – 1    | Japonsko    |
| 18. října 1997, Almaty       | Kazachstán  | 3 – 0    | SAE         |
| 18. října 1997, Taškent      | Uzbekistán  | 1 – 5    | Jižní Korea |
| 25. října 1997, Taškent      | Uzbekistán  | 4 – 0    | Kazachstán  |
| 26. října 1997, Tokio        | Japonsko    | 1 – 1    | SAE         |
| 1. listopadu 1997, Soul      | Jižní Korea | 0 – 2    | Japonsko    |
| 2. listopadu 1997, Abu Dhabi | SAE         | 0 – 0    | Uzbekistán  |
| 8. listopadu 1997, Tokio     | Japonsko    | 5 – 1    | Kazachstán  |
| 9. listopadu 1997, Abu Dhabi | SAE         | 1 – 3    | Jižní Korea |

Jižní Korea postoupila na Mistrovství světa ve fotbale 1998. Japonsko postoupilo do baráže o 3. místo.

## Baráž o 3. místo
Hráno na neutrální půdě.
| Datum                           | Domácí | Výsledek       | Hosté    |
| ------------------------------- | ------ | -------------- | -------- |
| 16. listopadu 1997, Johor Bahru | Írán   | 2 – 3 (prodl.) | Japonsko |

Japonsko postoupilo na Mistrovství světa ve fotbale 1998. Írán postoupil do mezikontinentální baráže proti vítězi zóny OFC.